# Notion (singolo Tash Sultana)
Notion è una canzone di Tash Sultana, cantante e polistrumentista di nazionalità australiana, pubblicata il 17 giugno 2016 come secondo singolo estratto dall'EP Notion. 

## Tracce
Download digitale
1. Notion – 5:41

Download digitale
1. Notion (radio edit) – 4:08